# Montalegre
Montalegre là một huyện thuộc tỉnh Vila Real, Bồ Đào Nha. Huyện này có diện tích 806 km², dân số thời điểm năm 2001 là 12762 người.